# Marcello Veneziani
Marcello Veneziani (Bisceglie, 17 febbraio 1955) è un giornalista e scrittore italiano.

## Biografia
Figlio di un professore di filosofia che gli trasmette l'ammirazione per Immanuel Kant fin dall'infanzia, si laurea in filosofia all'Università di Bari, inizia la carriera di giornalista nel 1977 collaborando al periodico Voce del Sud di Lecce. Nel 1979, entra nella redazione barese del quotidiano Il Tempo. È giornalista professionista dal 1982, dopo il praticantato a Il Giornale d'Italia, il quotidiano romano diretto dal deputato democristiano Luigi D'Amato. Nel 1981, assume la direzione del gruppo editoriale Ciarrapico-Volpe-La Fenice, incarico che mantiene fino al 1987. Ritenuto uno tra gli intellettuali di spicco della destra italiana, Veneziani ha significativamente rivalutato, in diverse pubblicazioni, l'operato del filosofo Julius Evola, da molti accusato di simpatie col fascismo e dunque ostracizzato, dimostrandone invece l'originalità del pensiero e la distanza da tale estremismo. In diverse sue pubblicazioni Veneziani ha sviluppato una dura critica alla globalizzazione, incentrata in particolare sul profilo culturale: Veneziani sostiene la tradizione patriottica e cristiana dell'Europa contro la filosofia del mondialismo e quella che ha più volte definito "retorica dei diritti umani".
Scrive a lungo su il Giornale, collabora con Il Messaggero, la Repubblica, La Stampa, il Secolo d'Italia, L'Espresso, Panorama, Il Mattino, La Nazione, il Resto del Carlino, Il Giorno e La Gazzetta del Mezzogiorno. Redattore del Giornale Radio Rai di mezzanotte, prende parte a vari programmi televisivi e da vent'anni collabora come commentatore della Rai. Nel 1981 fonda a Roma Omnibus, mensile edito da Giovanni Volpe, che organizza il dibattito "La tolleranza nella cultura"; però la rivista naufraga dopo il primo numero.
Dal 1985 al 1987 dirige il bimestrale Intervento. Nel 1988 fonda il mensile di cultura Pagine libere, che dirige fino al 1992. Successivamente fonda e dirige settimanali come L'Italia settimanale (1992-1995), periodo in cui parallelamente dà vita alla Fondazione Italia, e Lo Stato (1997-1999) che poi si fonde con Il Borghese, del quale diventa direttore editoriale insieme a Vittorio Feltri. Il sodalizio con Feltri, iniziato con L'Indipendente, continuato nel 1994 con il passaggio di Feltri al il Giornale, prosegue nel 2004 con Libero e dall'agosto 2009 di nuovo con il Giornale fino a febbraio 2015.
È stato membro del consiglio di amministrazione della Rai durante la XIV legislatura ed è stato membro del consiglio di amministrazione di Cinecittà. Dal 2016 al 2018 è stato editorialista del quotidiano romano Il Tempo. Attualmente è editorialista de La Verità e di Panorama.
Nell'estate 2019 debutta a San Felice Circeo nei Giardini Divini alla Corte con uno spettacolo intitolato "Un mare di miti", prodotto da Angelo Tumminelli.
Nel febbraio 2024, attraverso un suo pezzo su Panorama dedicato alla scomparsa di Kurt Hamrin, ha dichiarato il suo tifo calcistico per la Fiorentina.

## Controversie
Nel 1995 pubblica il saggio Sinistra e destra: risposta a Norberto Bobbio, in esplicita polemica col libro Destra e sinistra del filosofo torinese, uscito l'anno precedente. Nel suo saggio Veneziani, accusando Bobbio di compromissioni col regime fascista, scrisse che se «un antifascista come Bobbio ha potuto far carriera sotto il fascismo, allora vuol dire che non è stato quel regime totalitario e liberticida che lo stesso Bobbio ha descritto; oppure che Bobbio era allineato con il regime, benché risultasse nel movimento Giustizia e Libertà». A queste accuse Bobbio rispose con una lettera a Marcello Veneziani che, assieme alla controreplica di Veneziani, fu pubblicata sul Corriere della Sera del 13 agosto 1995.
Nel luglio del 2012 pubblicò su il Giornale un provocatorio articolo in cui affermava come «la specie [umana] abbia cambiato programma e usi la promozione dell'omosessualità, anche in tv, come una delle astuzie per estinguersi». L'articolo suscitò reazioni indignate da parte di molte persone. In un articolo pubblicato a dicembre 2017 su Il Tempo dichiarò Benito Mussolini "l'uomo dell'anno 2017", affermando che "il fascismo col suo ducione è stato il tema dell'anno, del decennio, forse del millennio".
In un articolo pubblicato nel dicembre 2019 su Panorama scrisse che "la sinistra" (riferendosi probabilmente a quella parte di sinistra riferibile al Partito Comunista Italiano), rivalutando la figura del segretario del Partito Socialista Italiano Bettino Craxi, commetterebbe un gesto ipocrita, dal momento che la stessa, a suo dire, lo attaccò duramente, prima e durante lo scandalo Tangentopoli che lo vide coinvolto. Nello stesso articolo Veneziani elogiò Craxi, definendolo "l'ultimo grande leader politico che abbiamo avuto in Italia" (citando un'intervista a Craxi fatta proprio da Veneziani nel 1998) e affermando che "se Craxi restò a sinistra, vi restò riprendendo la linea di Crispi e per certi versi di Mussolini". Mauro Del Bue, in un articolo pubblicato nello stesso periodo sull'Avanti! online, fece riferimento all'articolo su Panorama scrivendo che, oltre al fatto che il PSI di Craxi era a tutti gli effetti un partito di sinistra, Veneziani sbaglia nel paragonare Craxi a Crispi e Mussolini, perché "Craxi, contrariamente a quei due, era un democratico convinto, non un presidente come Crispi che mise fuori legge il PSI e la sua stampa e come Mussolini che chiuse a chiave in un cassetto tutte le libertà".

## Riconoscimenti
- 2024 - Premio letterario La Tore isola d'Elba[16]
- 2018 - Premio letterario internazionale Pietro Mignosi, sezione saggistica[17]
- 2013 - Premio Vittoriano Esposito, I edizione, alla carriera
- 2013 - Premio D.H. Lawrence, VII edizione, sezione letteratura
- 2009 - Premio Corrado Alvaro, IX edizione, sezione giornalismo "Gente in Aspromonte"[18]
- 2008 - Premio Roma, IX edizione, sezione saggistica[19]
- 2005 - Premio Internazionale Bonifacio VIII, "...per una cultura della Pace...", III edizione - Accademia Bonifaciana di Anagni (FR)
- 2004 - Premio Fregene, XXVI edizione, sezione saggistica[20]
- 2004 - Premio Cimitile, IX edizione, sezione opere edite[21]
- 2003 - Premio Hemingway, XIX edizione, sezione narrativa[22]
- 1998 - Premio Cirri, VII edizione[23]

## Opere

### Saggi
- La ricerca dell'assoluto in Julius Evola, Palermo, Thule, 1979.
- Mussolini il politico, Roma, Ciarrapico, 1981.
- La corte dei miracoli, Roma, G. Volpe, 1982.
- Don Pasquale Uva. Tra passato e presente, Molfetta, Mezzina, 1983.
- Julius Evola tra filosofia e tradizione, Roma, Ciarrapico, 1984.
- USA & costumi. Dizionario dell'americanizzazione, Roma, Settimo Sigillo, 1985.
- La rivoluzione conservatrice in Italia. Genesi e sviluppo della ideologia italiana, Milano, SugarCo, 1987. 1994. ISBN 88-7198-311-4,[24] 2012. ISBN 978-88-7198-631-9.[25]
- Processo all'Occidente. La società globale e i suoi nemici, Milano, SugarCo, 1990.
- Sul destino. Se la vita non sorge dal caso, Milano, SugarCo, 1992. ISBN 88-7198-137-5.[26]
- Itaca o del Ritorno, Rimini, Il Cerchio, 1994.
- Sinistra e destra. Risposta a Norberto Bobbio, Firenze, Vallecchi, 1995, ISBN 88-8252-051-X.
- L'antinovecento. Il sale di fine millennio, Milano, Leonardo, 1996. ISBN 88-04-40843-X.[27]
- Decamerone italiano. Breve corso di sopravvivenza nazionale in dieci sedute, Firenze, Vallecchi, 1996. ISBN 88-8252-092-7.[28]
- Lettera agli innamorati (con istigazione al pentimento), Faloppio, Lietocollelibri, 1996.
- Padania, Italia. Lo Stato nazionale è soltanto in crisi o non è mai esistito?, con Gianfranco Miglio, Firenze, Le lettere, 1997. ISBN 88-7166-315-2.
- Politicando. Il caso Italia. Gli anni della transizione. Febbraio 1992-febbraio 1998, con Bartolomeo Sorge, Genova, Marietti, 1998. ISBN 88-211-6374-1.
- 68 pensieri sul 68. Un trentennio di sessantottite visto da destra, Firenze, Loggia de' Lanzi, 1998, ISBN 88-8105-135-4.
- Il secolo sterminato. L'Italia laboratorio del Novecento, Milano, Rizzoli, 1998. ISBN 88-17-85250-3.[29]
- Comunitari o liberal. La prossima alternativa?, Roma-Bari, Laterza, 1999. ISBN 88-420-5865-3[30]; 2006. ISBN 88-420-8005-5.
- Di padre in figlio. Elogio della tradizione, Roma-Bari, Laterza, 2001. ISBN 88-420-6305-3.
- La cultura della destra, Roma-Bari, Laterza, 2002. ISBN 88-420-6536-6.[31]
- La sconfitta delle idee, Roma-Bari, Laterza, 2003, ISBN 88-420-6973-6.
- I vinti. I perdenti della globalizzazione e loro elogio finale, Milano, Mondadori, 2004, ISBN 88-04-52994-6.
- La cultura della destra nell'Italia del '900. Trieste, 27 marzo 2002, con Giulio Ercolessi, Trieste, Circolo della Cultura e delle Arti, 2005.
- Contro i barbari. La civiltà e i suoi nemici, interni ed esterni, Milano, Mondadori, 2006. ISBN 88-04-56161-0.[32]
- Anni incendiari. 1909-1919: il decennio che sconvolse l'arte e il pensiero, la storia e la vita, Firenze, Vallecchi, 2009, ISBN 978-88-8427-158-7.
- Rovesciare il '68. Pensieri contromano su quarant'anni di conformismo di massa, Milano, Mondadori, 2008. ISBN 978-88-04-57412-5.[33]
- Sud. Un viaggio civile e sentimentale, Milano, Mondadori, 2009. ISBN 978-88-04-58729-3.
- Amor fati. La vita tra caso e destino, Milano, Mondadori, 2010. ISBN 978-88-04-59550-2.[34]
- Vivere non basta. Lettere a Seneca sulla felicità, Milano, Mondadori, 2011. ISBN 978-88-04-60902-5.
- Dio, Patria e Famiglia. Dopo il declino, Milano, Mondadori, 2012, ISBN 978-88-04-62519-3.
- Ritorno al Sud, Milano, Oscar Mondadori, 2014. ISBN 978-88-04-64006-6.
- Anima e corpo. Viaggio nel cuore della vita, Milano, Mondadori, 2014. ISBN 978-88-04-64101-8.
- Carlo Michelstaedter e la metafisica della gioventù, Milano, Albo Versorio, 2014. ISBN 978-88-97553-70-0.
- Lettera agli italiani. Per quelli che vogliono farla finita con questo paese, Venezia, Marsilio, 2015. ISBN 978-88-317-2287-2.
- Tramonti, Roma, Giubilei Regnani, 2017. ISBN 978-88-98620-40-1.
- Imperdonabili. Cento ritratti di maestri sconvenienti, Venezia, Marsilio, 2017. ISBN 978-88-317-2858-4.
- Alla luce del mito. Guardare il mondo con altri occhi, Venezia, Marsilio, 2017. ISBN 978-88-317-2639-9.
- Nostalgia degli dei, Venezia, Marsilio, 2019. ISBN 978-88-317-8777-2.
- Dispera Bene. Manuale di consolazione e resistenza al declino, Venezia, Marsilio, 2020. ISBN 978-8829703395.
- Dante nostro padre, Firenze, Vallecchi, 2020. ISBN 978-88-8252-105-9.
- La cappa. Per una critica del presente, Venezia, Marsilio, 2022. ISBN 978-88-297-1374-5.
- Scontenti. Perché non ci piace il mondo in cui viviamo, Venezia, Marsilio, 2022. ISBN 978-88-297-1647-0.
- Vico dei Miracoli. Vita oscura e tormentata del più grande pensatore italiano, Milano, Rizzoli, 2023 ISBN 978-8817182942[35]
- L’amore necessario. La forza che muove il mondo. Venezia, Marsilio, 2024. ISBN 978-8829720156

### Romanzi e racconti
- Vita natural durante. Autobiografia di Plotino, Venezia, Marsilio, 2001. ISBN 88-317-7776-9.[36]
- Il segreto del viandante. Nostalgie di un contemporaneo, Milano, Mondadori, 2003. ISBN 88-04-52219-4.
- La sposa invisibile, Roma, Fazi, 2006. ISBN 88-8112-726-1.
- Un'ora d'aria. Sessanta racconti minuti, Roma, Avagliano, 2015. ISBN 978-88-8309-218-3.[37]
- La leggenda di Fiore, Venezia, Marsilio, 2021. ISBN 978-88-297-1000-3.